# Operació Marea Negra
Operació Marea Negra (títol original en castellà, Operación Marea Negra) és una sèrie de televisió de thriller i drama hispanoportuguesa, escrita per Natxo López i Patxi Amezcua, i dirigida per Daniel Calparsoro, Oskar Santos i Joao Maia per a Amazon Prime Video. Està produïda per Ficción Produciones i Ukbar Filmes, juntament amb la televisió pública portuguesa RTP i diverses cadenes autonòmiques espanyoles, amb la TVG al capdavant.
La sèrie està basada en la història real d'un minisubmarí interceptat a unes milles mar endins davant la costa del municipi de Cangas (Galícia), el 2018 amb tres tones de cocaïna procedent de l'Amèrica del Sud.
La primera temporada consta de 4 capítols i es van emetre tots de cop el 25 de febrer de 2022 a Amazon Prime Video. El 10 de febrer de 2023 es van estrenar els cinc capítols de la segona temporada, amb subtítols en català, a la mateixa plataforma. El 2 i el 9 d'abril de 2023 TV3 va emetre el doblatge en català de la primera temporada.
El 9 de febrer de 2024 es van estrenar els cinc capítols de la tercera temporada, també subtitulada al català a Prime Video.

## Argument
El novembre del 2019, un minisubmarí de construcció artesanal va travessar l'oceà Atlàntic des de l'Amèrica del Sud fins a Galícia carregant tres tones de cocaïna al seu interior. Dins, tres homes sobreviuen a tempestes, avaries, gana, baralles i un constant assetjament policial. Al capdavant dels comandaments hi ha el Nando, un jove gallec campió d'Espanya de boxa amateur i marí expert sense recursos econòmics.

## Repartiment

### Principal
- Álex González com a Fernando "Nando" Barreira Valdés, boxador amater.
- Nuno Lopes com a Sergio Pereira Coelho.
- David Trejos com a Angelito.
- Leandro Firmino com a Walder.
- Nerea Barros com a Gema Barreira Costa, cosina del Nando.
- Lúcia Moniz com a Carmo Gutierres, agent de policia.
- Xosé Barato com el tinent Ortiz.
- Manuel Manquiña com a Antón, pescador i avi del Nando.
- Miquel Insua com a Octavio Valdés.
- Carles Francino com a Héctor.
- Luis Zahera com a Cesáreo, propietari del club de boxa.
- Bruno Gagliasso com a João

### Secundari
- Tomás Alves com el subinspector Afonso Martins.
- Adriano Carvalho com a Vasco Ferreira.
- Alfredo Villa com a Mao.
- Kevin Stewart com a Jake.
- Luís Esparteiro com a Manuel.
- Melania Suárez com a agent de policia.
- David Seijo com a agent de policia.

## Episodis

### Temporada 1
| Episodi | Títol       | Direcció          | Guió          | Data d'estrena a Amazon Prime Video | Emissió a TV3     | Audiència a TV3 |
| ------- | ----------- | ----------------- | ------------- | ----------------------------------- | ----------------- | --------------- |
| 1       | "Episodi 1" | Daniel Calparsoro | Natxo López   | 25 de febrer de 2022                | 2 d'abril de 2023 | 84.000 (5,6%)   |
|         |             |                   |               |                                     |                   |                 |
| 2       | "Episodi 2" | Oskar Santos      | Patxi Amezcua | 25 de febrer de 2022                | 2 d'abril de 2023 | 57.000 (5,6%)   |
|         |             |                   |               |                                     |                   |                 |
| 3       | "Episodi 3" | Daniel Calparsoro | Patxi Amezcua | 25 de febrer de 2022                | 9 d'abril de 2023 |                 |
|         |             |                   |               |                                     |                   |                 |
| 4       | "Episodi 4" | Oskar Santos      | Natxo López   | 25 de febrer de 2022                | 9 d'abril de 2023 |                 |
|         |             |                   |               |                                     |                   |                 |

### Temporada 2
| Episodi | Títol       | Direcció          | Guió           | Data d'estrena a Amazon Prime Video |
| ------- | ----------- | ----------------- | -------------- | ----------------------------------- |
| 5       | "Episodi 1" | Daniel Calparsoro | José Rodríguez | 10 de febrer de 2023                |
|         |             |                   |                |                                     |
| 6       | "Episodi 2" | Igor Legarreta    | Natxo López    | 10 de febrer de 2023                |
|         |             |                   |                |                                     |
| 7       | "Episodi 3" | Igor Legarreta    | Patxi Amezcua  | 10 de febrer de 2023                |
|         |             |                   |                |                                     |
| 8       | "Episodi 4" | Igor Legarreta    | José Rodriguez | 10 de febrer de 2023                |
|         |             |                   |                |                                     |
| 9       | "Episodi 5" | Igor Legarreta    | José Rodriguez | 10 de febrer de 2023                |
|         |             |                   |                |                                     |

### Temporada 3
| Episodi | Títol       | Direcció       | Guió                                      | Data d'estrena a Amazon Prime Video |
| ------- | ----------- | -------------- | ----------------------------------------- | ----------------------------------- |
| 10      | "Episodi 1" | Igor Legarreta | Asier Guerricaechebarría i Javier Echániz | 9 de febrer de 2024                 |
|         |             |                |                                           |                                     |
| 11      | "Episodi 2" | Oskar Santos   | Asier Guerricaechebarría i Javier Echániz | 9 de febrer de 2024                 |
|         |             |                |                                           |                                     |
| 12      | "Episodi 3" | Oskar Santos   | Asier Guerricaechebarría i Javier Echániz | 9 de febrer de 2024                 |
|         |             |                |                                           |                                     |
| 13      | "Episodi 4" | Igor Legarreta | Asier Guerricaechebarría i Javier Echániz | 9 de febrer de 2024                 |
|         |             |                |                                           |                                     |
| 14      | "Episodi 5" | Igor Legarreta | Asier Guerricaechebarría i Javier Echániz | 9 de febrer de 2024                 |
|         |             |                |                                           |                                     |

## Producció
El juny de 2021, es va anunciar que Amazon Prime Video estava desenvolupant, juntament amb Ficció Produccions, diverses cadenes de la FORTA (amb CRTVG al capdavant) i la cadena pública portuguesa RTP, una sèrie de quatre capítols de 50 minuts de durada sobre el primer narcosubmarí aparegut a Europa, titulada Operación Marea Negra. La CCMA va anunciar que la sèrie s'emetria per TV3 a partir del 2 d'abril de 2023.